# DSS-1
DSS-1 (eng. Digital Subscriber Signaling) — протокол телефонной сигнализации в цифровой сети ISDN, определяющий сопряжение и взаимодействие оконечного абонентского оборудования с другими устройствами, такими как УПАТС. Архитектура протокола DSS-1 разработана на основе семиуровневой модели OSI. В контексте этой модели пользователь и сеть именуются системами. DSS-1 определяет следующие особенности:
- процедуры взаимодействия между одними и теми же уровнями в разных системах, определяющих логическую последовательность событий и потоков сообщений
- форматы сообщений, используемых для процедур организации логических соединений между уровнем в одной системе и соответствующим

ему уровнем в другой системе. Форматы определяют общую структуру сообщений и кодирование полей в составе сообщений
- примитивы, описывающие обмен информацией между смежными уровнями одной системы. Благодаря спецификациям примитивов интерфейс

между смежными уровнями может поддерживаться стабильно, даже если функции, выполняемые одним из уровней, изменяются.
С точки зрения модели OSI, DSS-1 соответствует первым трем уровням:
1. Уровень 1 (физический): формирование каналов типа B и D, определение электрических, функциональных, механических и процедурных характеристик доступа и представление физического соединения для передачи сообщений других уровней. Представляет два вида доступа: базовый доступ с двумя B-каналами и 1 D-каналом (144 кбит/с) и первичный доступ — включающий 30 B-каналов и один D-канал (1920 кбит/с для полезной нагрузки и канал 64 кбит/с для синхронизации)
2. Уровень 2 (канальный): обеспечивает использование D-канала для двустороннего обмена данными при взаимодействии процессов в терминальном оборудовании с процессами в сетевом окончании NT; мультиплексирование и синхронизация циклов для каждого логического звена связи (таймслота). Формат сигналов — кадр.
3. Уровень 3 (сетевой): управление базовым соединением и дополнительными услугами, а также некоторые дополнительные транспортные возможности для уровня 2 (например перенаправление сигнальных сообщений на альтернативный D-канал, в случае отказа основного). Подразумевает использование следующих протоколов:
  - сигнализация Q.931 (или I.451)
  - передача данных в пакетном режиме (X.25)
  - другие протоколы

Существует несколько вариантов модификации DSS-1: E-DSS1 (Euro DSS-1), NET3 для BRI, NET5 для PRI и другие.
В результате стандартизации протоколов ведомственных и частных телефонных сетей, появился симметричный протокол сигнализации QSIG, принятый Европейским институтом стандартов в области связи (ETSI). QSIG базируется на несимметричном (абонентском) протоколе Q.931 системы сигнализации DSS-1 для ISDN, и обеспечивает совместную работу любых цифровых АТС, при использовании для их соединения интерфейса PRI.